# Adicella dirce
Adicella dirce är en nattsländeart som beskrevs av Schmid 1994. Adicella dirce ingår i släktet Adicella och familjen långhornssländor. Inga underarter finns listade i Catalogue of Life.